# ベドティア科
ベドティア科（学名：Bedotiidae）は、トウゴロウイワシ目に所属する魚類の分類群の一つ。2属16種で構成される。

## 分布と生息地
全種がマダガスカルの固有種である。淡水魚であり、マダガスカル東部の高地に広がる中小規模の森林に覆われた川、沼地に生息している。R. derhami は北西部のソフィア川流域に分布している。

## 形態
体は細長く、側扁する。全長は通常10 cmに満たない。一部の種では顕著な性的二形がある。臀鰭の棘条は弱いか、存在しない。体色の美しい種が多く、レインボーフィッシュとも呼ばれる。

## 分類
プセウドムギル科、テルマテリナ科、メラノタエニア科とは近縁で、ゴンドワナ大陸の分裂とともに分化したと考えられている。本科をメラノタエニア科の亜科とする場合もある。

## 下位分類
単系統群であり、2属16種が分類されている。
- ベドティア属 Bedotia Regan, 1903 9種。未記載種が多く知られる。
- レオクレス属 Rheocles Jordan & Hubbs, 1919 7種。

## 保全
生息域のほとんどで急速な森林伐採と生息地の改変により深刻な脅威にさらされている。本科魚類は環境の変化に敏感で、環境が悪化したり、攪乱されたりした場合最初に減少するため、環境の指標とされている。